# Torrmyrtjärnen
Torrmyrtjärnen är en sjö i Ragunda kommun i Jämtland och ingår i Indalsälvens huvudavrinningsområde. Sjön har en area på 0,0828 kvadratkilometer och ligger 337 meter över havet. Sjön avvattnas av vattendraget Storåsbäcken.

## Delavrinningsområde
Torrmyrtjärnen ingår i det delavrinningsområde (701214-148459) som SMHI kallar för Mynnar i Stuguns Dämningsområde. Medelhöjden är 319 meter över havet och ytan är 15,25 kvadratkilometer. Det finns ett avrinningsområde uppströms, och räknas det in blir den ackumulerade arean 17,68 kvadratkilometer. Storåsbäcken som avvattnar avrinningsområdet har biflödesordning 2, vilket innebär att vattnet flödar genom totalt 2 vattendrag innan det når havet efter 157 kilometer. Avrinningsområdet består mestadels av skog (78 procent). Avrinningsområdet har 0,08 kvadratkilometer vattenytor vilket ger det en sjöprocent på 0,5 procent.